# Schloss Hohenstein (Bönnigheim)

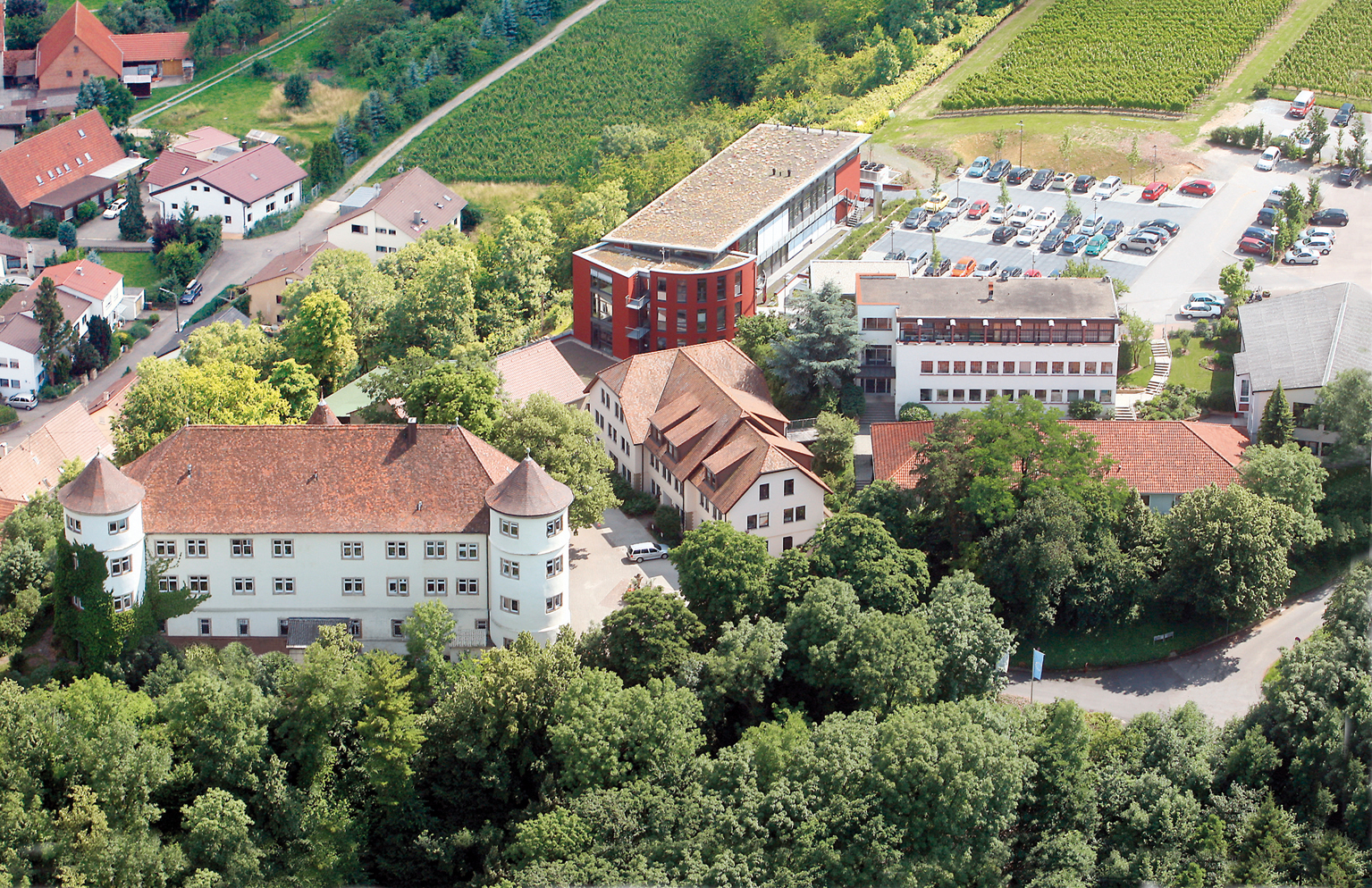
Schloss Hohenstein (linke Bildhälfte)

Schloss Hohenstein ist ein im Stil der Renaissance gebautes Schloss in Hohenstein im Landkreis Ludwigsburg in Baden-Württemberg.

## Geschichte
Bereits 1250 wird eine Burg in Lage des heutigen Schlosses erwähnt. Burgbesitzer waren die Herren von Howenstein. Nachdem die Linie 1443 ausgestorben war, übernahm Württemberg Dorf und Burg und verlieh es als Mannlehen an die Herren von Sachsenheim. Diese wiederum verkauften die Burg je zur Hälfte an die Herren von Talheim und die Herren von Lierheim. Die Herren von Talheim gaben ihre Hälfte später an die Herren von Winnenden ab. Bereits um 1550 soll die Burg zerfallen gewesen sein. 1555 fiel die Ruine zurück an Württemberg, welche sie an die Herren von Plieningen und den Obervogt von Brackenheim verteilte. 1593 ließen die Plieningen die Burg abreißen und bauten stattdessen ein Schloss an dieselbe Stelle.
Hundert Jahre später wurde das Schloss in Folge des Pfälzischen Erbfolgekriegs von den Truppen Ezéchiel de Mélacs niedergebrannt. 1696 bis 1698 wurde es jedoch wieder durch Maria Magdalena von Gaisberg geb. Schertlin von Burtenbach wieder aufgebaut, diesmal im Renaissancestil, wie sich am Walmdach und dem barocken Stuck erkennen lässt. Der zerstörte Ostflügel wurde weggelassen. Um 1740 kauften die Herren von Schütz-Pflummern Hohenstein, jedoch mussten Dorf und Schloss aufgrund finanzieller Engpässe wieder verkauft werden. Einige Jahre später konnte jedoch von den Schütz-Pflummern das Schloss wieder erworben werden.
1942 wurde das Schloss verkauft, diesmal an die NS-Frauenschaft. Nach dem Krieg gründete Otto Mecheels 1946 die Hohenstein Institute, die ihren Sitz bis heute im Schloss Hohenstein haben.